# Лагуна-Селесте
Лагуна-Селесте (исп. Laguna Celeste, в переводе «голубая лагуна») — озеро, расположенное на высоте 4529 м в провинции Сур-Липес в южной части Боливии. Площадь поверхности — 2,3 км².
Расположено у северо-восточного подножия вулкана Утурунку и имеет максимальные размеры 2,5 км в длину и 1,5 км в ширину. Название получило благодаря голубому цвету воды, вызванному осадочными породами. В районе озера обитает большое количество андского фламинго.